# Johannes Vall
Johannes Vall, né le 19 octobre 1992, est un footballeur suédois. Il évolue au poste d'arrière gauche avec le club de l'IFK Norrköping.

## Biographie
Il naît et grandit à Falkenberg, jouant d'abord en jeunes pour le Skrea IF, puis plus tard pour l'équipe de la ville principale. 
Le 24 octobre 2009, il débute en Superettan, jouant les dernières minutes du match contre l'IFK Norrköping lors de la dernière journée de championnat. 
La saison 2013 est synonyme de promotion du Falkenbergs FF en Allsvenskan. Johannes Vall découvre ainsi l'élite du football suédois. Pour sa première saison dans l'élite, il inscrit quatre buts en championnat. En décembre 2014, il signe un renouvellement de deux ans, puis prolonge son contrat d'un an en 2016 malgré sa relégation en Superettan.
En août 2017, il est transféré à l'IFK Norrköping. De là, jusqu'à la fin de la saison, Vall ne participe qu'à deux journées de championnat.